# 折扣店
折扣店又稱折扣商店，是一种主要出售低價以及毛利低的產品的零售店。 折扣店通過批量采購的方式降低進貨成本，同時房租也比較低。1940年代的美國就已出現折扣店。